# Scrobipalpa ocellatella
Teigne de la betterave
Espèce
Scrobipalpa ocellatella, la Teigne de la betterave, est une espèce d'insectes lépidoptères de la famille des Gelechiidae. Cet insecte parasite notamment les plantes de la famille des Chenopodiaceae. C'est l'un des ravageurs de la betterave cultivée.

## Répartition
L'aire de répartition de Scrobipalpa ocellatella comprend l'Europe (y compris la Russie et la région du Caucase), le Proche-Orient, l'Asie centrale (Turkménistan, Iran, Afghanistan) et l'Afrique du Nord,.

## Taxonomie
Le nom valide complet (avec auteur) de ce taxon est Scrobipalpa ocellatella (Boyd (d), 1858).
L'espèce a été initialement classée dans le genre Gelechia sous le protonyme Gelechia ocellatella Boyd, 1858.
Ce taxon porte en français le nom vernaculaire ou normalisé suivant : Teigne de la betterave.

### Liste des sous-espèces
Selon Catalogue of Life (20 août 2013) :
- Scrobipalpa ocellatella obscurior Rebel, 1926
- Scrobipalpa ocellatella orientale Gregor & Povolny, 1954

### Synonymes
Selon GBIF (18 mai 2024) :
- Gelechia atriplicella var. clarella Caradja, 1920
- Gelechia horticolella Rössler, 1867
- Gelechia ocellatella Boyd, 1858
- Gelechia ocellatella Stainton, 1859
- Gelechia submissella Stainton, 1859
- Gnorimoschema ocellatellum orientale Gregor & Povolný, 1954
- Lita ocellatella obscurior Rebel, 1927
- Lita semiluteella Heinemann, 1870
- Lita submisella Meess, 1910

Selon AgroAtlas :
- Euscrobipalpa ocellalella Boyd,
- Gnorimoschema ocellatellum Boyd,
- Phthorimaea ocellatella Boyd.